# Rrahman Hallaçi
Rrahman Hallaçi (Kukës, 12 novembre 1983) è un ex calciatore albanese, di ruolo difensore.

## Caratteristiche tecniche
Gioca come terzino sinistro, ma può giocare anche come difensore centrale.

## Carriera

### Club
Il 1º luglio 2001 fu acquistato dalla squadra albanese del Partizani Tirana per 325.000 euro dalla squadra macedone dello Škendija.

### Nazionale
Ha giocato nella nazionale albanese Under-21.

## Statistiche

### Presenze e reti nei club
Statistiche aggiornate al 6 agosto 2015.
| Stagione                | Squadra                 | Campionato              | Campionato | Campionato | Coppe nazionali | Coppe nazionali | Coppe nazionali | Coppe continentali | Coppe continentali | Coppe continentali | Altre coppe | Altre coppe | Altre coppe | Totale | Totale |
| Stagione                | Squadra                 | Comp                    | Pres       | Reti       | Comp            | Pres            | Reti            | Comp               | Pres               | Reti               | Comp        | Pres        | Reti        | Pres   | Reti   |
| ----------------------- | ----------------------- | ----------------------- | ---------- | ---------- | --------------- | --------------- | --------------- | ------------------ | ------------------ | ------------------ | ----------- | ----------- | ----------- | ------ | ------ |
| 2001-2002               | Partizani Tirana        | KS                      | ?          | ?          | CA              | 0               | 0               | -                  | -                  | -                  | -           | -           | -           | 0+     | 0+     |
| 2002-2003               | Partizani Tirana        | KS                      | ?          | ?          | CA              | 0               | 0               | -                  | -                  | -                  | -           | -           | -           | 0+     | 0+     |
| 2003-2004               | Partizani Tirana        | KS                      | ?          | ?          | CA              | 0               | 0               | Int                | 1                  | 0                  | -           | -           | -           | 1+     | 0+     |
| 2004-2005               | Partizani Tirana        | KS                      | ?          | ?          | CA              | 0               | 0               | CU                 | 4                  | 0                  | SA          | 1           | 0           | 5+     | 0+     |
| 2005-2006               | Partizani Tirana        | KS                      | ?          | ?          | CA              | 0               | 0               | -                  | -                  | -                  | -           | -           | -           | 0+     | 0+     |
| 2006-2007               | Partizani Tirana        | KS                      | 27         | 0          | CA              | 0               | 0               | Int                | 1                  | 0                  | -           | -           | -           | 28     | 0      |
| 2007-2008               | Partizani Tirana        | KS                      | 33         | 1          | CA              | 0               | 0               | -                  | -                  | -                  | -           | -           | -           | 33     | 1      |
| 2008-gen. 2009          | Partizani Tirana        | KS                      | 16         | 1          | CA              | 2               | 0               | CU                 | 2                  | 0                  | -           | -           | -           | 20     | 1      |
| gen.-giu. 2009          | Elbasani                | KS                      | 15         | 0          | CA              | 2               | 0               | -                  | -                  | -                  | -           | -           | -           | 17     | 0      |
| 2009-gen. 2010          | Vllaznia                | KS                      | 13         | 0          | CA              | 1               | 0               | UEL                | 4                  | 0                  | -           | -           | -           | 18     | 0      |
| gen.-giu. 2010          | Partizani Tirana        | KP                      | 11         | 0          | CA              | 0               | 0               | -                  | -                  | -                  | -           | -           | -           | 11     | 0      |
| Totale Partizani Tirana | Totale Partizani Tirana | Totale Partizani Tirana | 87+        | 2+         |                 | 2               | 0               |                    | 8                  | 0                  |             | 1           | 0           | 98+    | 2+     |
| 2010-gen. 2011          | KF Tirana               | KS                      | 4          | 0          | CA              | 1               | 0               | -                  | -                  | -                  | -           | -           | -           | 5      | 0      |
| gen.-giu. 2011          | Kamza                   | KP                      | 3          | 0          | CA              | 0               | 0               | -                  | -                  | -                  | -           | -           | -           | 3      | 0      |
| 2011-2012               | Kamza                   | KS                      | 25+1       | 0          | CA              | 10              | 0               | -                  | -                  | -                  | -           | -           | -           | 36     | 0      |
| Totale Kamza            | Totale Kamza            | Totale Kamza            | 28+1       | 0          |                 | 10              | 0               |                    |                    |                    |             |             |             | 39     | 0      |
| 2012-2013               | Kukësi                  | KS                      | 25         | 0          | CA              | 9               | 0               | -                  | -                  | -                  | -           | -           | -           | 34     | 0      |
| 2013-2014               | Kukësi                  | KS                      | 31         | 0          | CA              | 8               | 0               | UEL                | 7                  | 0                  | -           | -           | -           | 46     | 0      |
| 2014-2015               | Kukësi                  | KS                      | 34         | 0          | CA              | 3               | 0               | UEL                | 2                  | 0                  | -           | -           | -           | 39     | 0      |
| 2015-2016               | Kukësi                  | KS                      | 0          | 0          | CA              | 0               | 0               | UEL                | 6                  | 0                  | -           | -           | -           | 6      | 0      |
| Totale Kukësi           | Totale Kukësi           | Totale Kukësi           | 90         | 0          |                 | 20              | 0               |                    | 15                 | 0                  |             |             |             | 125    | 0      |
| Totale carriera         | Totale carriera         | Totale carriera         | 237+       | 2+         |                 | 36              | 0               |                    | 27                 | 0                  |             | 1           | 0           | 301+   | 2+     |

## Palmarès

### Club

#### Competizioni nazionali
- Coppa d'Albania: 2

Partizani Tirana: 2003-2004
Kukësi: 2015-2016
- Supercoppa d'Albania: 1

Partizani Tirana: 2004